# Werewolves (Film)
Werewolves ist ein Werwolffilm von Steven C. Miller. In dem Film hat ein Supermond-Ereignis ein latentes Gen in jedem Menschen auf dem Planeten aktiviert und verwandelt jeden, der in das Mondlicht tritt, für diese eine Nacht in einen Werwolf. Der Film mit Frank Grillo, Katrina Law, Lou Diamond Phillips und Produzent James Michael Cummings in den Hauptrollen kam Anfang Dezember 2024 in die US-Kinos.

## Handlung
Durch ein Supermond-Ereignis wurde ein latentes Gen in jedem Menschen auf der Erde aktiviert. Seitdem verwandelt sich jeder, der in das Mondlicht tritt, für diese eine Nacht in einen Werwolf. Auf der Erde herrscht Chaos, und fast eine Milliarde Menschen sind bereits gestorben.
Ein Jahr später ist der Supermond zurückgekehrt. Der Biowissenschaftler und ehemalige Soldat Wesley Marshall untersucht das Ereignis. Gemeinsam mit einer Gruppe anderer Wissenschaftler versucht er, ein Heilmittel zu finden, um weitere Todesfälle zu verhindern.

## Produktion

### Regie und Drehbuch
Regie führte Steven C. Miller. Zu seinen bekannteren Filmen zählen Silent Night – Leise rieselt das Blut von 2012, Extraction von 2015, Marauders – Die Reichen werden bezahlen von 2016, First Kill von 2017 und 64 Minutes – Wettlauf gegen die Zeit von 2019. Das Drehbuch schrieb Matthew Kennedy. Er war zuletzt für den Spionage-Thriller Canary Black von Pierre Morel tätig. 

### Besetzung, Dreharbeiten und Creature Design
Frank Grillo spielt in der Hauptrolle den Biowissenschaftler und ehemaligen Soldaten Wesley Marshall. Weitere Hauptrollen in dem Film wurden mit Katrina Law, Ilfenesh Hadera, Lou Diamond Phillips und James Michael Cummings besetzt. Letzterer zählt auch zu den Produzenten des Films. Weiter auf der Besetzungsliste finden sich Dane DiLiegro, Betzaida Landín, Sam Daly und James Kyson.
Die Dreharbeiten wurden im Juni 2022 in Puerto Rico begonnen. Mit Kameramann Brandon Cox arbeitete Miller bereits für seinen Thriller Escape Plan 2: Hades zusammen.
Für das Creature Design holten sie den Spezialeffekt-Experten Alec Gillis ins Boot, der in der Vergangenheit für Starship Troopers und mehrere Predator-Filme tätig war.

### Filmmusik, Marketing und Veröffentlichung
Die Filmmusik steuerten The Newton Brothers bei, ein Filmkomponistenteam bestehend aus Andrew Grush und Taylor Stewart mit denen Miller ebenfalls bereits für Escape Plan 2: Hades zusammenarbeitete.
Im Oktober 2024 wurde der erste Trailer vorgestellt. Am 6. Dezember 2024 kam der Film in die US-Kinos. In den deutschsprachigen Ländern soll Werewolves am 23. Januar 2025 auf Blu-ray und als 4K UHD veröffentlicht werden.

## Altersfreigabe und Kritiken
In den USA erhielt der Film ein R-Rating, was einer Freigabe ab 17 Jahren entspricht. In Deutschland wurde der Film von der FSK ab 16 Jahren freigegeben.
Die Kritiken fielen gemischt aus.